# Hoàng Lục
Hoàng Lục là một tướng lĩnh người Tày của nhà Lý trong lịch sử Việt Nam. Trong cuộc chiến chống Tống, Hoàng Lục theo Lưu Kỷ phòng ngự châu Quảng Nguyên, lập nhiều công lớn, được phong hiệu làm An Biên tướng quân. Đình thờ Hoàng Lục ngày nay nằm ở đồi Đỏong Lình, thuộc làng Chí Choi, xã Đình Phong, huyện Trùng Khánh, tỉnh Cao Bằng. Năm 2004, đình được Ủy ban nhân dân tỉnh công nhận di tích.